# Lee Dong-wook
 (décembre 2019).
Le contenu est difficilement compréhensible vu les erreurs de traduction, qui sont peut-être dues à l'utilisation d'un logiciel de traduction automatique.
Lee Dong-wook (en coréen : 이동욱 né le 6 novembre 1981,) est un acteur et mannequin sud-coréen. Il est surtout connu pour ses rôles principaux dans les drames télévisés My Girl (2005), Scent of a Woman (2011), Hotel King (2014), Guardian: The Lonely and Great God (2016-2017), Life (2018), Touch your Heart (2019), Strangers From Hell (2019) et Tale of the Nine Tailed (2020)

## Carrière
Lee Dong-Wook fait ses débuts d'acteur en 1999 dans un drame à un épisode de MBC. Le directeur du drame a vu Lee Dong-wook et a procédé à son casting dans la série pour adolescents School 2,. Il a commencé à gagner en reconnaissance avec sa performance dans School 3.
Lee Dong-Wook est devenu célèbre avec la comédie romantique My Girl 2005. La série dramatique est devenue un succès lors de sa diffusion à la fois au pays et à travers l'Asie, et a fait de Lee une star de la vague coréenne,. Il a depuis joué dans le film noir Bitter Sweet Life (2008), la comédie dramatique juridique Partner (2009),, le mélodrame Scent of a Woman (2011), la rom-comsituée dans l'univers du baseball Wild Romance (2012),, le thriller d'époque The Fugitive of Joseon (2013),, et le drame de vengeance Hotel King (2014), dans lequel il retrouve sa co-star de My Girl Lee Da-hae,. Il a ensuite joué dans la série d'action fantastique Blade Man (2014) et le drame romantique Bubble Gum (2015),.
Lee Dong-Wook et le comédien Shin Dong-yup ont pris la relève en tant que MCs de l'émission télévisée Strong Heart d'avril 2012 à janvier 2013,,,,,. Lee Dong-Wook a également rejoint l'émission de téléréalité Roommate, qui a été diffusée de 2014 à 2015,.
De 2016 à 2017, Lee Dong-Wook a joué aux côtés de Gong Yoo dans le drame fantastique et romantique de Kim Eun-sook, Guardian: The Lonely and Great God. Le drame a été un succès, et a contribué à la résurgence de la carrière d'acteur de Lee Dong-Wook,.
En 2018, Lee Dong-Wook a joué dans le drame médical Life,.
En 2019, Lee Dong-wook a joué dans la comédie romantique Touch Your Heart aux côtés de la co-star de Guardian Yoo In-na,. La même année, il a été confirmé comme hôte de la 4e saison de l'émission Produce X101, et il a joué dans Hell Is Other People. Il a également commencé à animer son propre talk-show, Wook Talk, pour célébrer ses 20 ans de carrière.

## Vie privée
Lee Dong-wook s'est enrôlé dans l'armée en août 2009, servant au sein du Service des relations publiques de la Défense nationale. Il a été libéré en juin 2011.

## Filmographie

### Cinéma
- 2006 : Arang (아랑) : Lee Hyun-ki[40]
- 2007 : The Perfect Couple (최강 로맨스) : Kang Jae-hyuk[41]
- 2008 : Heartbreak Library (그 남자의 책 198쪽) : Kim Joon-oh[42]
- 2010 : The Recipe (된장) : Kim Hyun-soo[43]
- 2015 : The Beauty Inside (뷰티 인사이드) : Kim Woo-jin[44]
- 2021 : Single in Seoul : Park Yeong-ho[45]
- 2021 : A Year-End Medley : Yong-jin[46]
- 2024 : Vice Versa 2 : Lance (voix)
- 2024 : Harbin (하얼빈) de Woo Min-ho : Lee Chang-seop

### Séries télévisées
- 1999 : Sunday Best (일요베스트 - 훈수) : Coaching
- 1999 : Best Theater (베스트극장 - 길 밖에도 세상은 있어) : Lee Sung-joon[3]
- 1999–2001 : School (학교) : Lee Kang-san
- 2000 : Secret (en) (비밀) : Kang Hyun-soo
- 2001 : Family Month Special Drama (가정의 달 특집 드라마 - 꿈꾸는 가족) : Hong-chan
- 2001 : Four Sisters (네 자매 이야기) : Lee Han-soo
- 2001 : Golbangi (골뱅이) : Lee Dong-wook
- 2001 : Best Theater "Fish at the End of the Sea" (베스트극장 - 바다끝 물고기) : Byung-se[47]
- 2001 : Pure Heart (순정) : Jang Ho-goo
- 2001 : Drama City "Hide-and-seek" (드라마시티 - 술래잡기) : Detective Han
- 2001 : The Unstoppables (웬만해선 그들을 막을 수 없다) : Park Sung-jin
- 2001–2002 : This Is Love (사랑은 이런거야) : Lee Jae-hyun
- 2002 : That's Perfect! (딱좋아!) : Lee Dong-wook[48]
- 2002 : Drama City (드라마시티 - 천국보다 기쁜) : Park Joon-young
- 2002 : Let's Go : Lee Dong-wook[49]
- 2002 : Loving You : Lee Min[50]
- 2002–2003 : Honest Living (똑바로 살아라) : Lee Dong-wook
- 2003 : Land of Wine (술의 나라) : Song Do-il[51]
- 2003–2004 : Merry Go Round (회전목마) : Park Sung-pyo[52]
- 2004 : Island Village Teacher (섬마을 선생님) : Jang Jae-doo[53]
- 2004–2005 : Precious Family (en) (부모님 전상서) : Ahn Jung-hwan[54]
- 2005 : Hanoi Bride (하노이 신부) : Park Eun-woo [55]
- 2005–2006 : My Girl : Seol Gong-chan[7]
- 2008 : Bitter Sweet Life (en) (달콤한 인생) : Lee Joon-soo[10]
- 2009 : Partner (파트너) : Lee Tae-jo[11]
- 2011 : Scent of a Woman (en) (여인의 향기) : Kang Ji-wook[56]
- 2012 : Wild Romance (en) (난폭한 로맨스) : Park Moo-yeol[13]
- 2013 : The Fugitive of Joseon (en) (천명 : 조선판 도망자 이야기) : Choi Won[15]
- 2014 : The Story of Kang-goo (en) (강구 이야기) : Kim Kyung-tae[57]
- 2014 : Hotel King (en) (호텔킹) : Cha Jae-wan[17]
- 2014 : Blade Man (아이언맨) : Joo Hong-bin[19]
- 2015 : Bubble Gum (en) (풍선껌) : Park Ri-hwan[20]
- 2016–2017 : Guardian: The Lonely and Great God (쓸쓸하고 찬란하神-도깨비) : Grim Reaper / Wang Yeo / Lee Hyuk / Kim Woo Bin[58]
- 2017 : Love is : Lee Dong-wook[59]
- 2018 : Life (라이프-) : Ye Jin-woo[31]
- 2019 : Touch Your Heart (진심이 닿다) : Kwon Jung-rok[34]
- 2019 : Search: WWW (검색어를 입력하세요 WWW) : Ex copain de Ta-mi[60]
- 2019 : Strangers from Hell (타인은 지옥이다) : Seo Moon-jo[61]
- 2020 : Tale of the Nine Tailed (구미호뎐) : Lee Yeon[62]
- 2021–2022 : Bad and Crazy (배드 앤 크레이지) : Ryu Su-yeol[63],[64]
- 2023 : Tale of the Nine Tailed 1938 (구미호뎐 1938) : Lee Yeon[65]
- 2024 : A Shop for Killers : Jeong Jinman

## Engagement humanitaire et social
Lee Dong-wook a été choisi comme ambassadeur honoraire des Jeux olympiques d'hiver de PyeongChang 2018. Il a assisté à la cérémonie de nomination de l'ambassadeur honoraire des Jeux olympiques et paralympiques d'hiver de 2018 à PyeongChang au Centre de presse de Taepyeongno à Séoul le 12 janvier.
Il est ambassadeur du tourisme de la province de Gangwon.

## Récompenses et nominations
| Année | Récompense                                    | Catégorie                                              | Œuvre                              | Résultat   | Réf.   |
| ----- | --------------------------------------------- | ------------------------------------------------------ | ---------------------------------- | ---------- | ------ |
| 1999  | V-NESS Model Awards                           | Grand Prize                                            | NC                                 | Lauréat    | [ 70 ] |
| 2001  | 9th Korean Most Popular Entertainment Awards  | New Generation Actor                                   | NC                                 | Lauréat    |        |
| 2002  | 10th Korean Most Popular Entertainment Awards | Best New Actor (TV)                                    | Loving You                         | Lauréat    |        |
| 2003  | SBS Drama Awards                              | New Star Award                                         | Land of Wine                       | Lauréat    | [ 71 ] |
| 2003  | SBS Drama Awards                              | Best Supporting Actor                                  | Land of Wine                       | Nomination |        |
| 2007  | 1st Korea Movie Star Awards                   | Best New Actor                                         | The Perfect Couple                 | Nomination | [ 72 ] |
| 2009  | KBS Drama Awards                              | Excellence Award, Actor in a Miniseries                | Partner                            | Nomination | [ 73 ] |
| 2011  | 8th Cosmopolitan Beauty Awards in China       | Most Attractive Actor in Asia                          | NC                                 | Lauréat    | [ 74 ] |
| 2011  | 18th South Korea, Japan Culture Awards        | Grand Prize, Cultural Diplomacy category               | NC                                 | Lauréat    | [ 75 ] |
| 2011  | SBS Drama Awards                              | Top 10 Stars                                           | Scent of a Woman                   | Lauréat    | [ 76 ] |
| 2011  | SBS Drama Awards                              | Top Excellence Award, Actor in a Weekend Drama         | Scent of a Woman                   | Lauréat    | [ 76 ] |
| 2012  | SBS Entertainment Awards                      | Best Newcomer, MC category                             | Strong Heart                       | Lauréat    | [ 77 ] |
| 2012  | SBS Entertainment Awards                      | Best Couple Award with Shin Dong-yup                   | Strong Heart                       | Lauréat    | [ 77 ] |
| 2012  | KBS Drama Awards                              | Excellence Award, Actor in a Miniseries                | Wild Romance                       | Nomination | [ 78 ] |
| 2013  | PC LADY & Tudou Fashion Awards                | Asia Fashion Star Award                                | NC                                 | Lauréat    | [ 79 ] |
| 2013  | KBS Drama Awards                              | Excellence Award, Actor in a Mid-length Drama          | The Fugitive of Joseon             | Nomination | [ 80 ] |
| 2014  | 9th Asia Model Festival Awards                | Fashionista Award                                      | NC                                 | Lauréat    | [ 81 ] |
| 2014  | 3rd APAN Star Awards                          | Top Excellence Award, Actor in a Serial Drama          | Hotel King                         | Nomination | [ 82 ] |
| 2014  | MBC Drama Awards                              | Top Excellence Award, Actor in a Special Project Drama | Hotel King                         | Nomination | [ 83 ] |
| 2017  | 5th Annual DramaFever Awards                  | Best Supporting Actor                                  | Guardian: The Lonely and Great God | Lauréat    | [ 84 ] |
| 2017  | 10th Korea Drama Awards                       | Top Excellence Award, Actor                            | Guardian: The Lonely and Great God | Nomination | [ 85 ] |
| 2017  | 3rd Fashionista Awards                        | Global Icon                                            | NC                                 | Nomination | [ 86 ] |
| 2018  | 6th APAN Star Awards                          | Top Excellence Award, Actor in a Miniseries            | Life                               | Nomination | [ 87 ] |
| 2018  | 6th APAN Star Awards                          | K-Star Award                                           | Life                               | Nomination | [ 87 ] |
| 2018  | Korea Fashion Photographers Association.      | Photogenic Award of the year                           | NC                                 | Lauréat    | [ 88 ] |
| 2018  | 13th Annual Soompi Awards                     | Best Supporting Actor                                  | Guardian: The Lonely and Great God | Lauréat    |        |